# Yngve Fredriksén

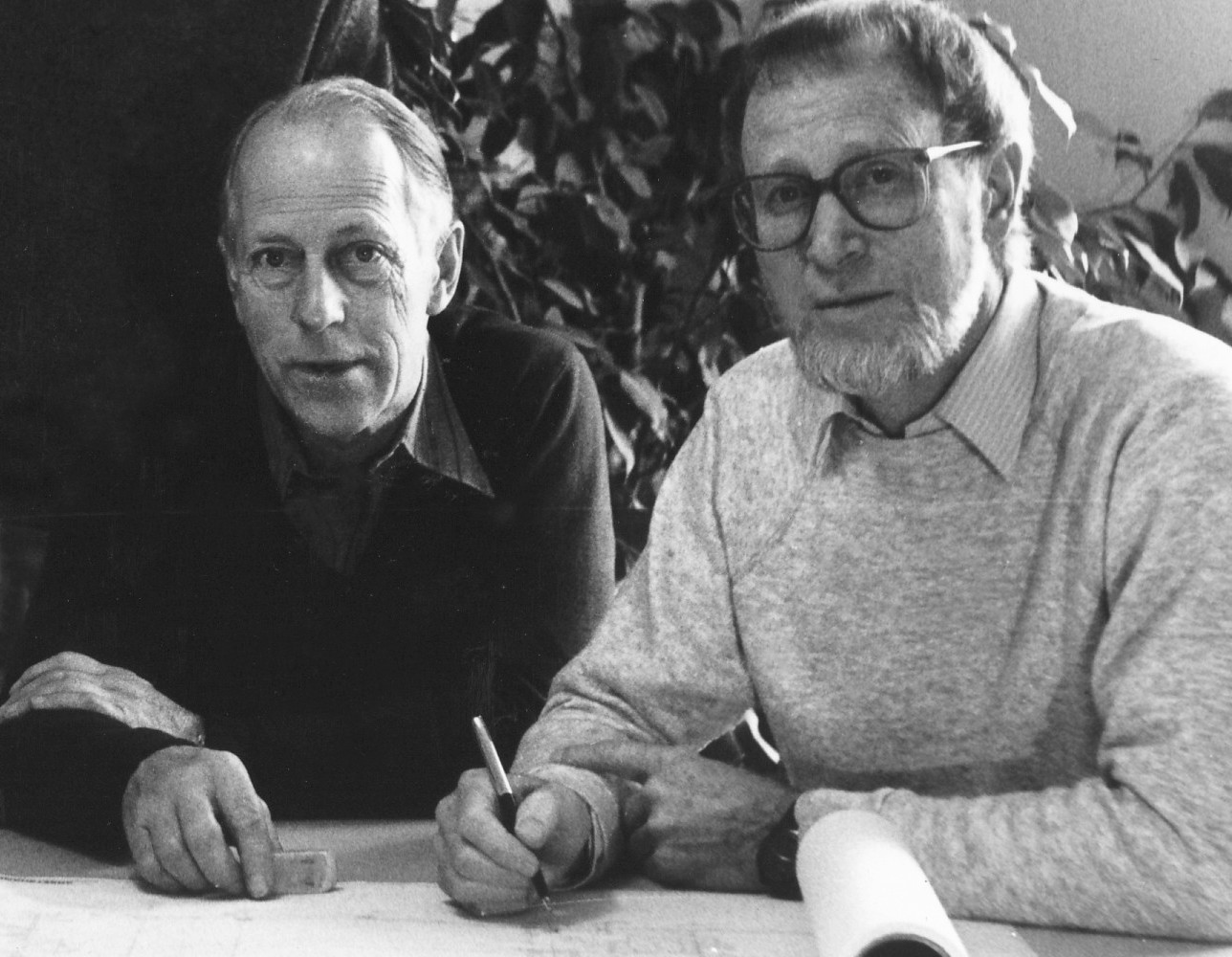
Jedgard (vänster) och Fredriksén 1987

Yngve Fredriksén, född 5 november 1925, död 6 juli 2009, var en svensk arkitekt. Han var medgrundare och delägare i arkitektkontoret FJ-Konsult.

## Liv och verk

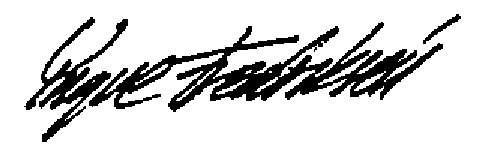
Namnteckningen 1964.

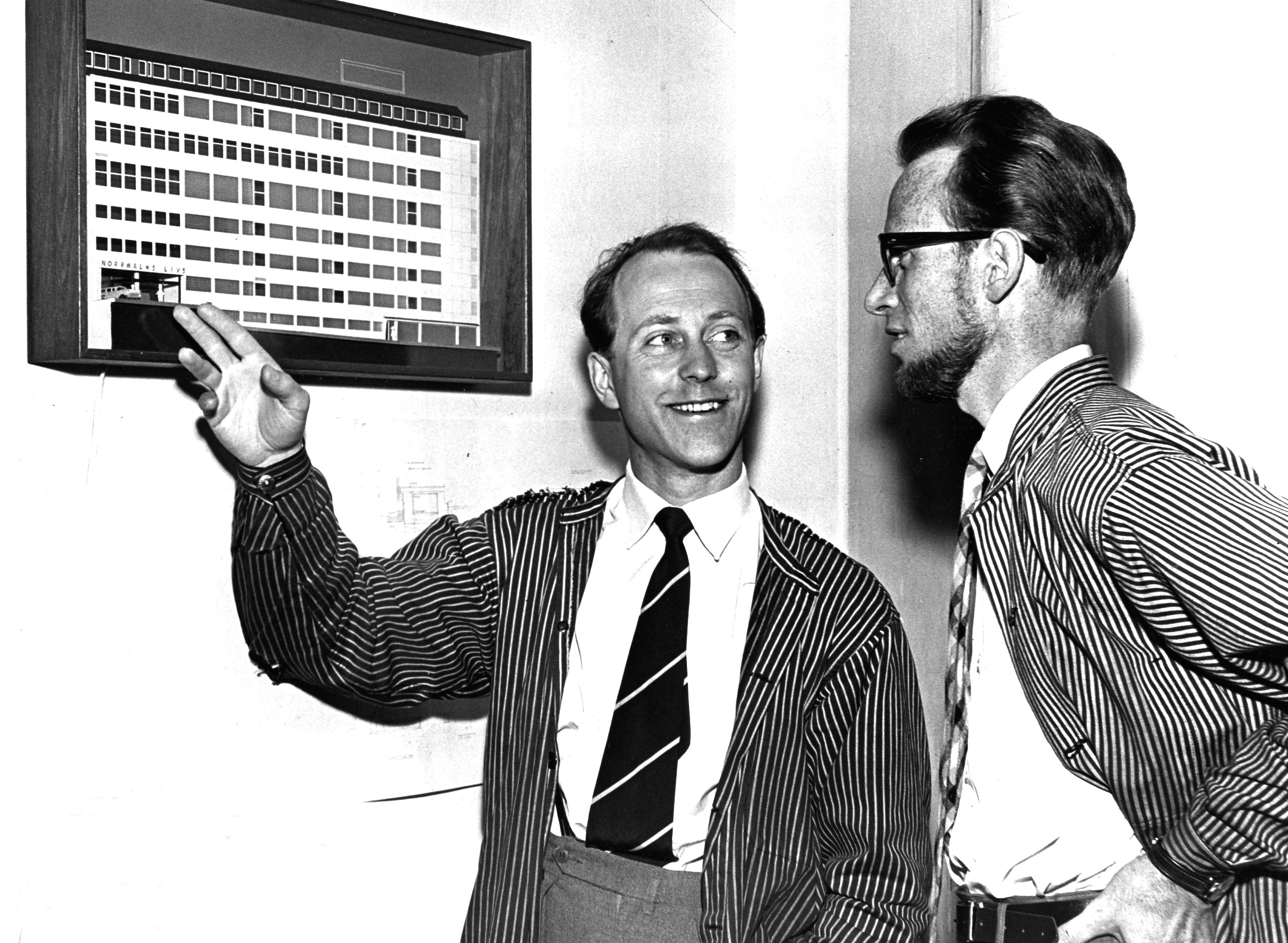
Jedgard (vänster) och Fredriksén framför fasadmodellen för Kadetten 27, 1960.

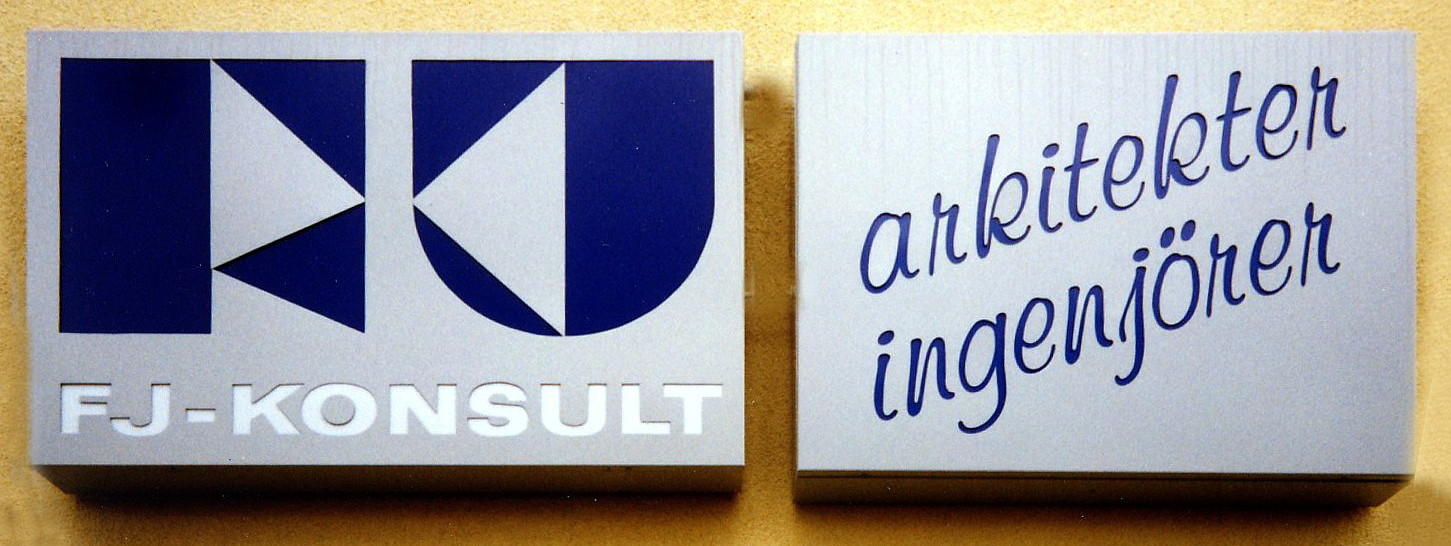
FJ-Konsults skylt.

Efter studieår vid Wiens konstakademi började Yngve Fredriksén sin verksamhet som arkitekt hos Ralph Erskine. Där ritade han bland annat nybyggnaden för Möller & Co på Slakthusområdet i Stockholm (1955), flerfamiljshus i kvarteret Loket, Kiruna (1955) och betonglaven för Haggruvan och Polhemsgruvan i Ställberg (1955, 1958).
I samband med arbetena för Möller & Co träffade han byggnadsingenjören Bengt Jedgard (1922-1990) som var medarbetare i konstruktionsfirman Evert Lindberg. Tillsammans bildade båda 1956 arkitektkontoret Fredriksén och Jedgard AB, kort FJ-Konsult (registrerat som varumärke den 19 augusti 1966). Kontoret låg under många år på Hägerstensvägen 181 i Örnsberg. Som ansvarig arkitekt på FJ-Konsult stod han för utformningen av en lång rad byggnader, huvudsakligen kontors- och industrihus. Här kan nämnas flera distributionsanläggningar för Dagab i Sverige och flera industri- och kontorsbyggnader på Slakthusområdet (bl.a. Styckmästaren 1 och  Hjälpslaktaren 9) samt  på Årsta partihallar (bl.a. Partihallen 1, Panncentralen 1 och Particentralen 3) i södra Stockholm.
För Kadetten 29 i kvarteret Kadetten vid Karlbergsvägen 77–81 i Stockholms innerstad, stod Fredriksén och FJ-Konsult för ritningar för livsmedelsfabrik och kontor med Norrmalms Livsmedel AB som beställare (1962 och ombyggnad 1973). I början på 1970-talet ritade Fredriksén ett större kontorskomplex på 34 000 m² i kvarteret Vandenbergh i Mariehäll, västra Stockholm och ungefär samtidigt den egna villan i Sollentuna. 1978-1984 ritade han tillsammans med Holger Ellgaard kontorshuset i kvarteret Adonis vid Sveavägen 64 i Stockholms innerstad.
Ett av de sista större arbetena blev livsmedelsfabrik med kontor och lager för Bröderna Hartwig i kvarteret Postgården på östra delen av Årsta partihallar. Anläggningen invigdes 1988. Samma år gick Bengt Jedgard och Yngve Fredriksén i pension och deras delägare arkitekt Holger Ellgaard drev FJ-Konsult vidare till nedläggningen år 2010, då även han gick i pension.
Yngve Fredriksén var även keramiker och skulptör, en hobby som han bedrev på sin fritid och allt mer sedan han blev pensionär. Han hade flera utställningar i sin hemtrakt Sollentuna, ofta tillsammans med keramikern Anne-Sophie Runius.

## Byggnader i urval

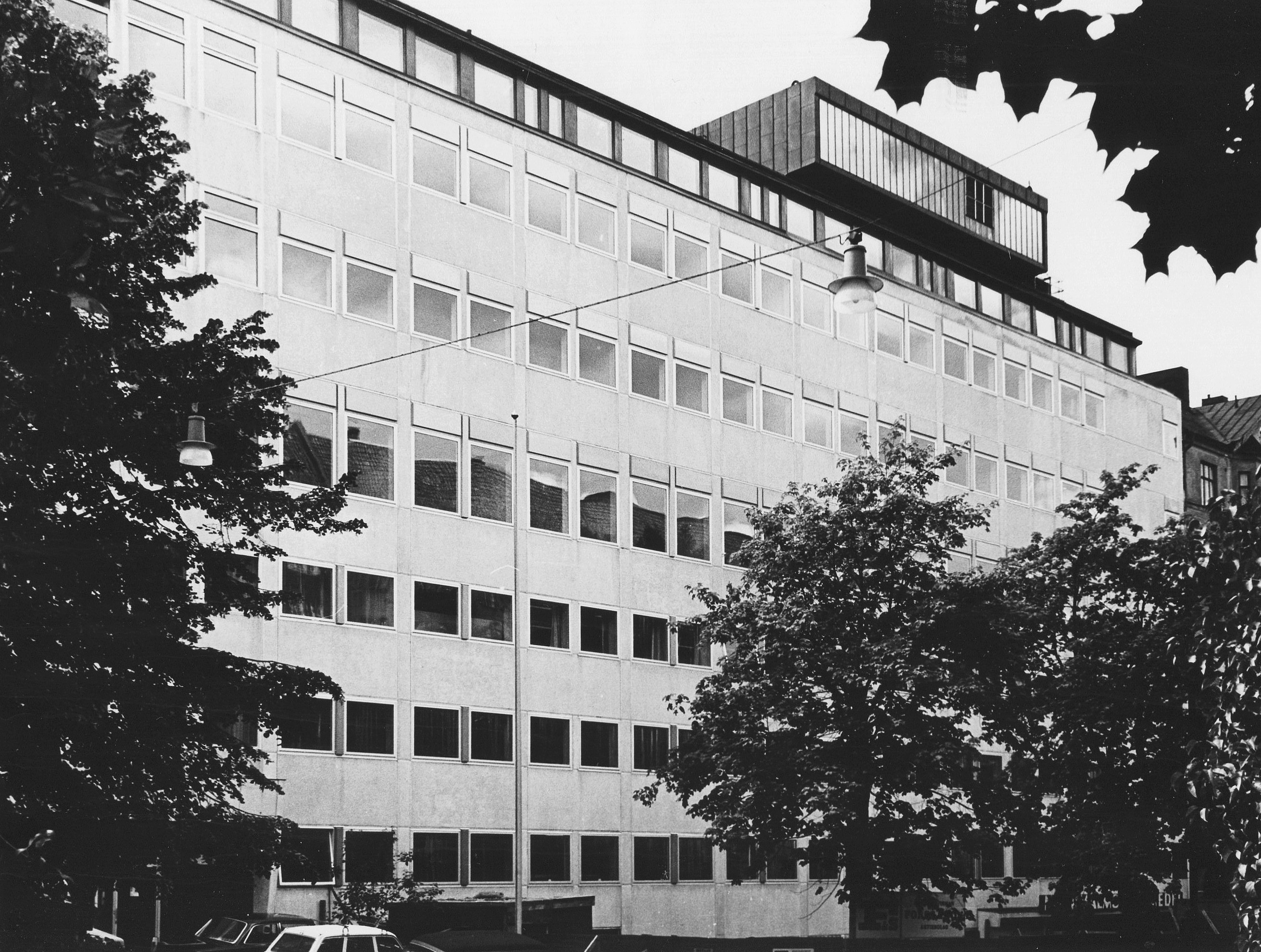
"Kadetten 27", livsmedelsfabrik och kontor vid Karlbergsvägen
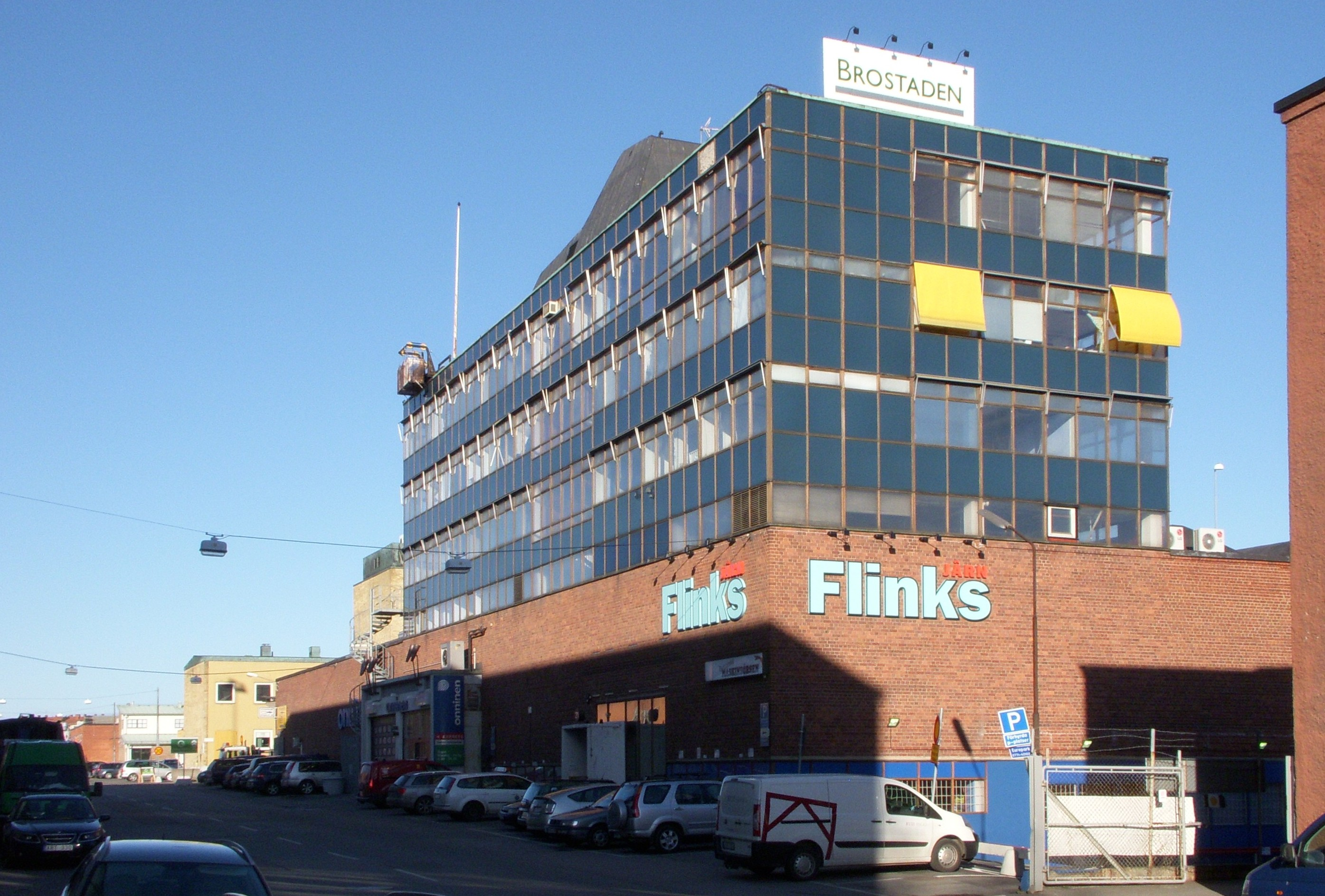
"Möller & Co", livsmedelsfabrik och kontor i Slakthusområdet
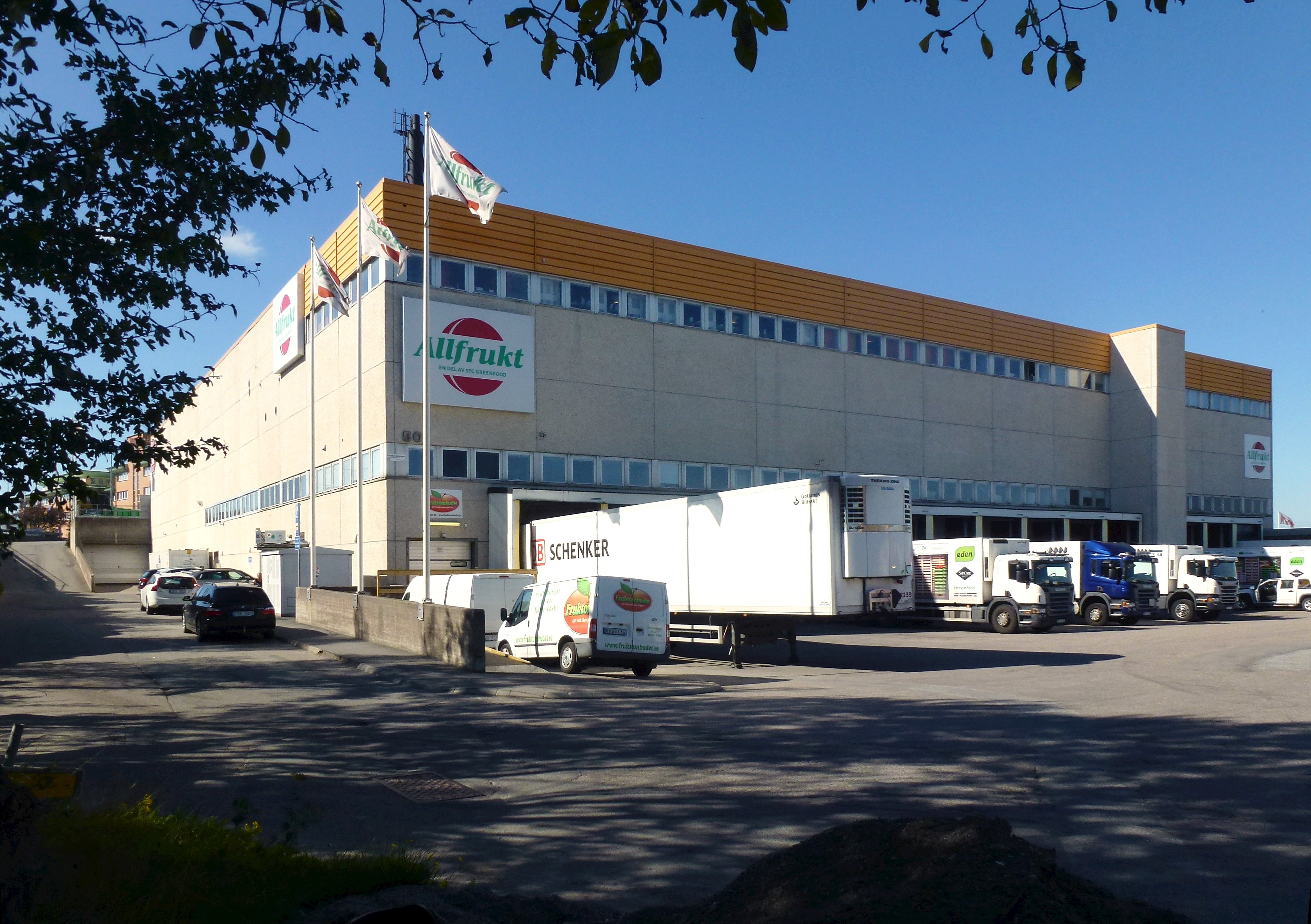
"Panncentralen 1", distributionscentral på Årsta partihallar
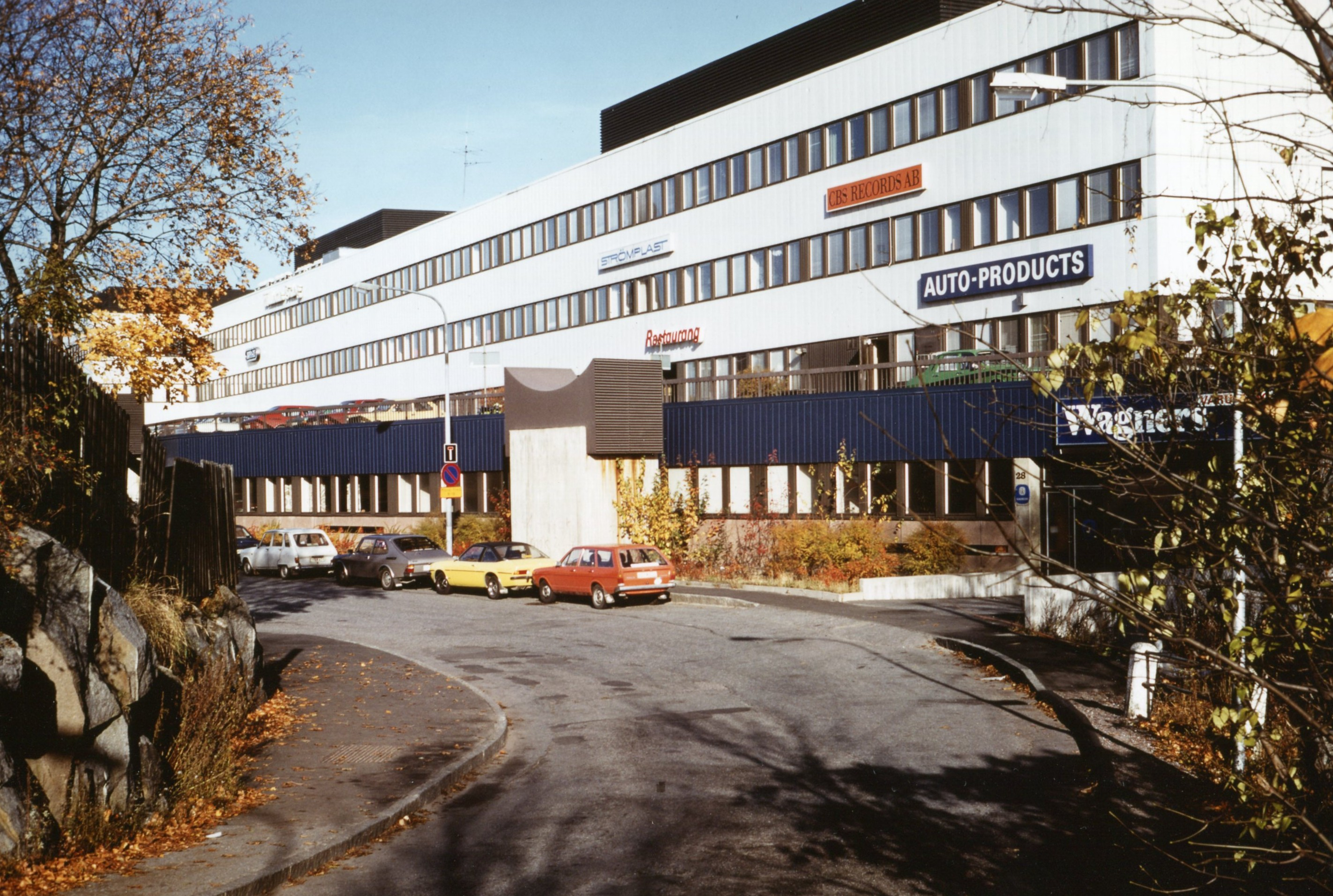
"Kv Vandenbergh", kontorskomplex i Mariehäll
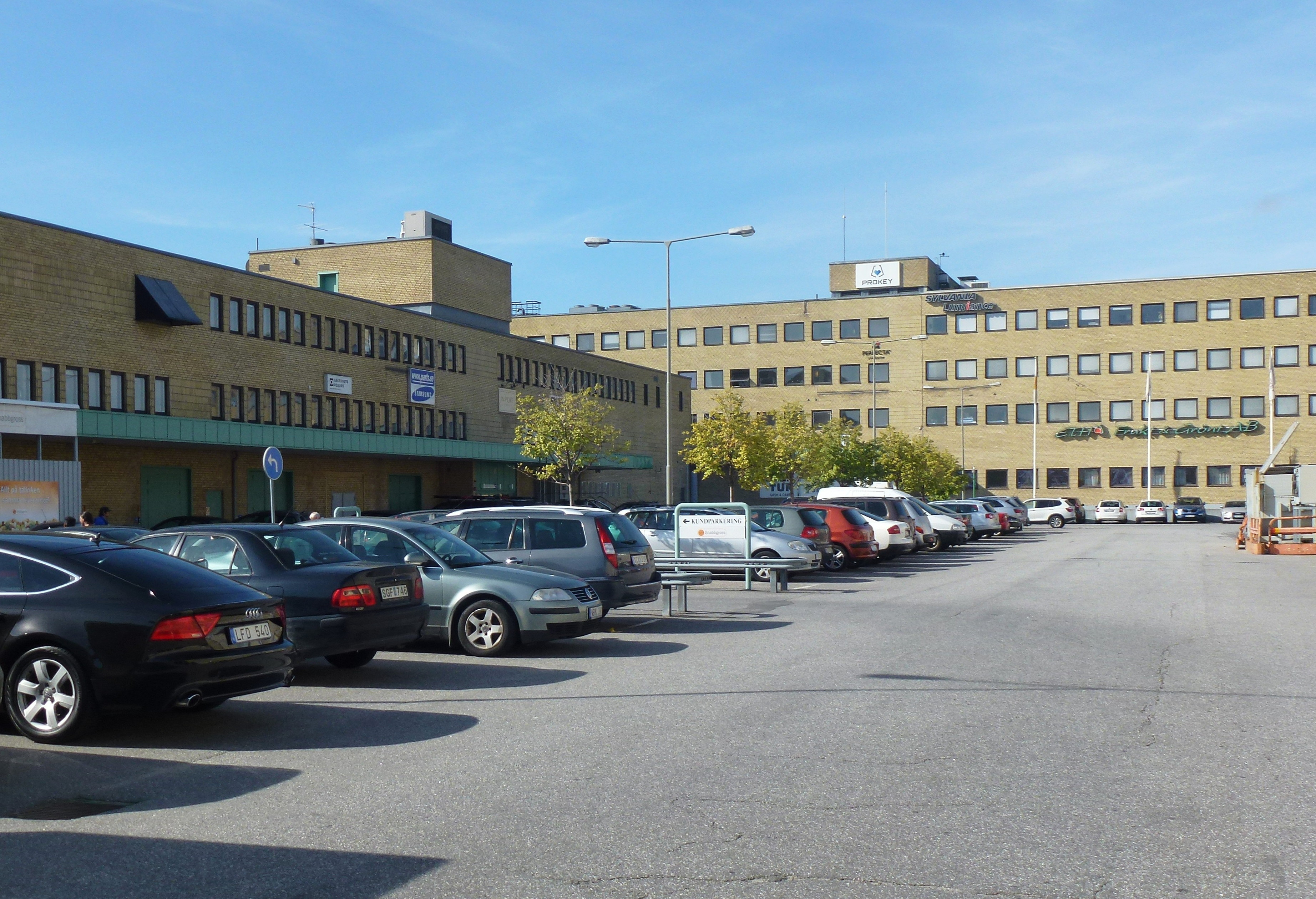
Partihallen 1, Årsta partihallar
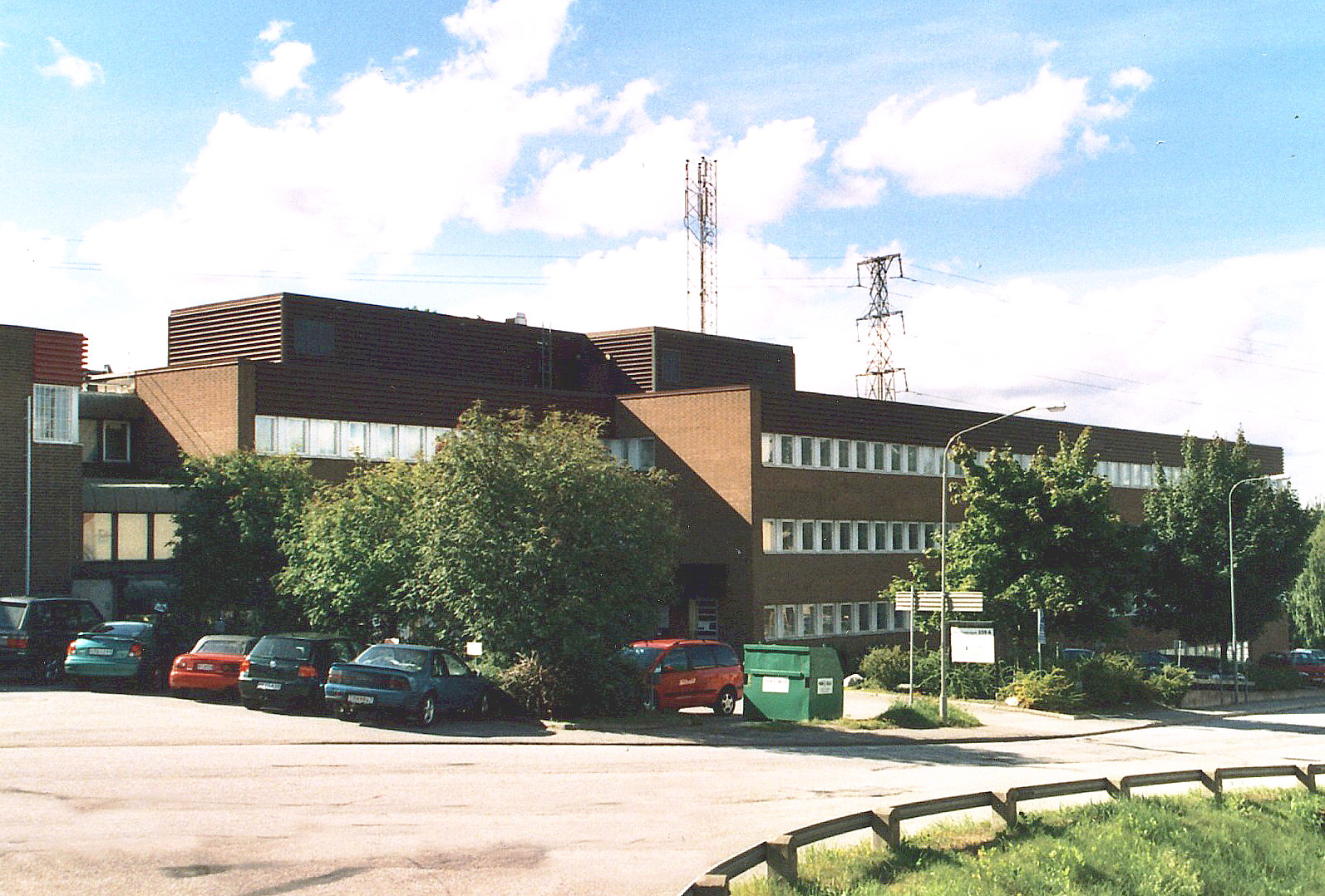
"Kv Doggen", Sköndal
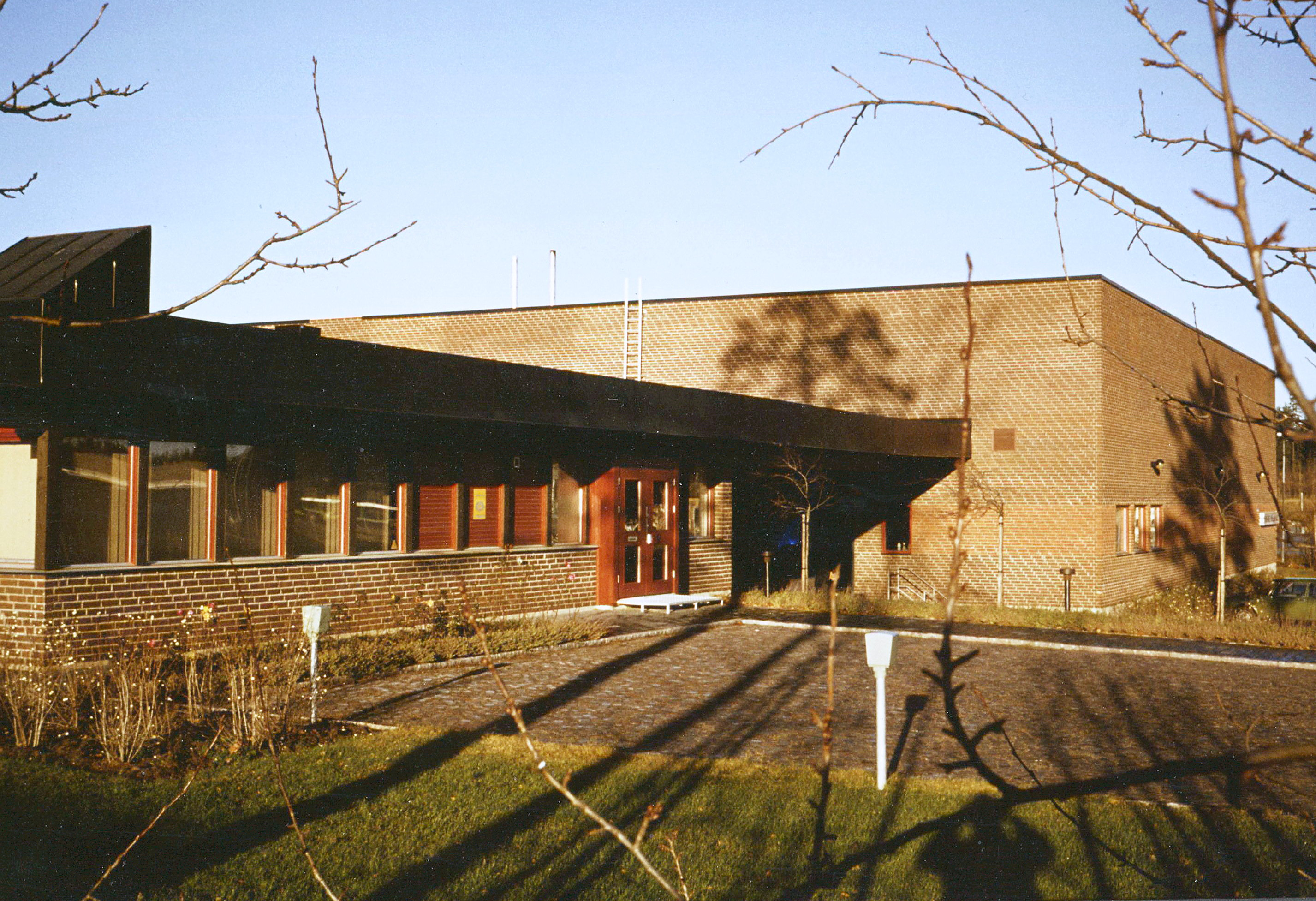
"Kv Väghyveln", Södertälje
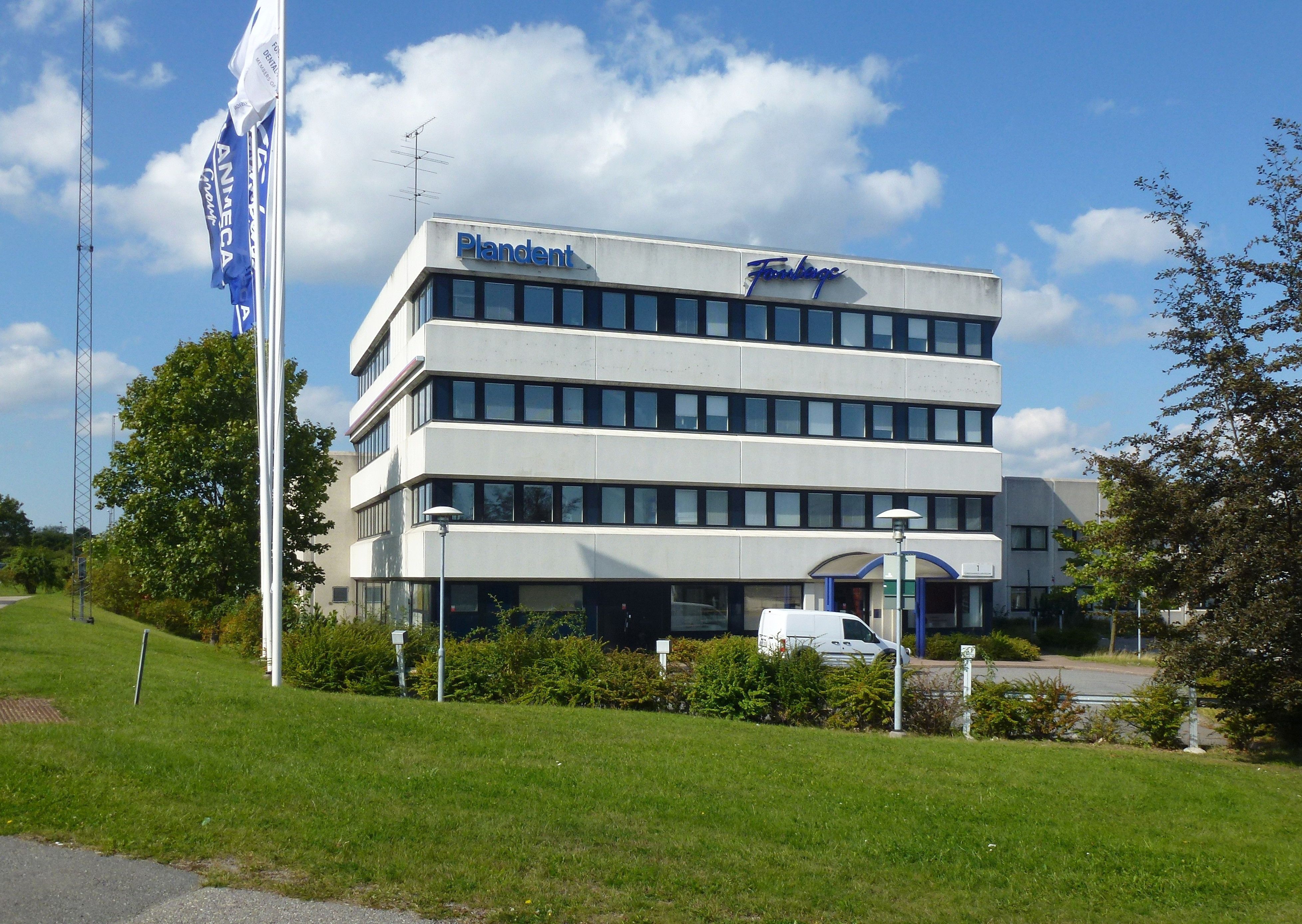
"Postgården 5", för Bröderna Hartwig, Årsta partihallar